# Naupala
Naupala è una suddivisione dell'India, classificata come census town, di 7.123 abitanti, situata nel distretto di Howrah, nello stato federato del Bengala Occidentale. In base al numero di abitanti la città rientra nella classe V (da 5.000 a 9.999 persone).

## Geografia fisica
La città è situata a 22° 26' 32 N e 87° 54' 08 E.

## Società

### Evoluzione demografica
Al censimento del 2001 la popolazione di Naupala assommava a 7.123 persone, delle quali 3.793 maschi e 3.330 femmine. I bambini di età inferiore o uguale ai sei anni assommavano a 897, dei quali 459 maschi e 438 femmine. Infine, coloro che erano in grado di saper almeno leggere e scrivere erano 4.346, dei quali 2.559 maschi e 1.787 femmine.